# 不见不散 (节目)
不见不散（英文名：Be there or be square)是由江苏卫视制作的一档以相亲纪实专题片，每周一21：10首播。

## 节目介绍
《不见不散》采用纪实外拍的方法，在非诚勿扰没相亲成功的嘉宾中挑选部分人选，加入新人在不见不散中见面相亲，一方一人一方多人，一人方通过三个环节的挑选，最后剩下的男女嘉宾在一个新的地方选择“不见不散”还是独自离开，主持人乐嘉一直在旁沟通、指导，利用他的FPA性格色彩专业知识在旁分析帮助，进行讲解和指导，谋求帮助男女嘉宾以及观众学会在婚恋中洞见自己和理解对方，掌握相处之道，影响对方，寻找到幸福。